# The Character Woman
The Character Woman és una pel·lícula muda de l’ Eclair American protagonitzada per Julia Stuart i Belle Adair, que interpreten papers anàlegs als seus rols a la productora. La pel·lícula, de dos bobines, es va estrenar el 24 d’agost de 1914.

## Argument
L’actriu secundària de la companyia va envellint i veu com aviat li serà difícil trobar un promès. Mentre els seus companys de companyia gaudeixen de la vida ella prefereix estalviar. Un dia un nou director de la companyia es creua en el seu camí i tot i que no li vol fer veure s’hi sent atreta. També s’adona com el gerent de la companyia acosa l’actriu protagonista. Una nit, la vella actriu parla amb l’actriu protagonista i aquesta, creient-se insultada, vol que es disculpi o que sigui acomiadada.
És aquesta nit que la dona descobreix els preparatius de fuga entre la protagonista i el gerent. Recorda la seva amarga experiència d'anys enrere amb el mateix home. Quan la jove actriu surt de l'escenari després de l'espectacle es troba amb la dona de caràcter que li explica que el gerent la va abandonar després d’utilitzar-la. La protagonista agafa un tren cap a Nova York mentre el gerent espera en va. L’actriu secundària ha fet el seu millor paper i de bon grat es resigna a la trista rutina de la nit mentre s'asseu a l'autobús.

## Repartiment
- Julia Stuart (l’actriu de caràcter)
- Belle Adair (l’actriu principal)
- Lindsay J. Hall (l’àngel)
- Helen Marten (la ingènua)